# M-40
La M-40 es una autopista de circunvalación de Madrid, con una longitud de 61,1 km y un radio medio de unos 10,07 km con respecto a la Puerta del Sol.

## Nomenclatura
La autopista se denomina M-40 porque es el teórico cuarto cinturón de circunvalación de Madrid. Forma parte de las rutas europeas E-5 y E-90.
El primer cinturón, M-10, estaría formado por las calles que siguen el antiguo trazado de la cerca de Felipe IV que antiguamente circundó la ciudad: parte baja de la cuesta de la Vega, ronda de Segovia, puerta de Toledo, ronda de Toledo, glorieta de Embajadores, ronda de Valencia, ronda de Atocha, glorieta de Atocha, tapia exterior del Retiro (actualmente, calle de Menéndez Pelayo, el primer tramo de la calle de O'Donnell y calle de Alcalá), paseo de Recoletos hasta la actual plaza de Colón, y los «bulevares»
El segundo cinturón, M-20, estaría formado por las «Rondas»: avenida de la Reina Victoria, calle de Raimundo Fernández Villaverde, calle de Joaquín Costa, calle de Francisco Silvela, calle del Doctor Esquerdo y calle de Pedro Bosch.
Por último, el tercer cinturón es la autopista de circunvalación M-30.

## Tramos

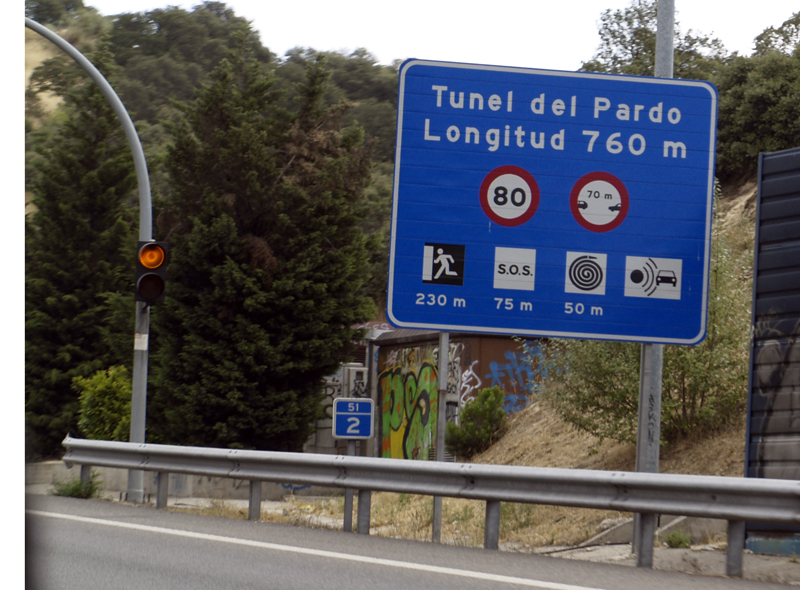
Túneles de El Pardo

| Denominación | Tramo | Kilómetros | Año servicio                                                 |
| ------------ | --- | ---------- | ------------------------------------------------------------ |
| M-40         | Distribuidor Norte (Tramo III) Tramo: Nudo La Moraleja A-1 - Nudo Hortaleza M-11 Nuevas vías de servicio y enlaces a Sanchinarro y R-2 | 3,5 3,5    | 1994 2003                                                    |
| M-40         | Vía Borde de Hortaleza Tramo: Nudo Hortaleza M-11 - Enlace Avenida de Arcentales | 7,5        | 1990                                                         |
| M-40         | Distribuidor Este Tramo: Enlace Avenida de Arcentales - Nudo Pavones A-3 | 5          | 1991                                                         |
| M-40         | Distribuidor Sur (Tramo I) Tramo original: Antiguo acceso Norte a Mercamadrid Tramo original: Nudo Pavones Tramo: Nudo Pavones A-3 - Mercamadrid | 4 - 4,5    | 1 carril por sentido: 1982 1987 3 carriles por sentido: 1989 |
| M-40         | Distribuidor Sur (Tramo II) Tramo: Mercamadrid - Nudo Super Sur A-4 | 1          | 1990                                                         |
| M-40         | Distribuidor Sur (Tramo III) Tramo: Nudo Super Sur A-4 - Enlace A-42 | 3,5        | 1990                                                         |
| M-40         | Distribuidor Sur (Tramo IV) Tramo: Enlace A-42 - Enlace A-5 | 5,5        | 1990                                                         |
| M-40         | Distribuidor Oeste Tramo: Enlace A-5 - Nudo El Barrial A-6 | 16,5       | 1994                                                         |
| M-40         | Distribuidor Norte (Tramo I) Tramo original: Nudo El Barrial A-6 - Enlace de La Zarzuela M-30 M-605 Tramo ampliado (sentido Sur): Nudo El Barrial A-6 - Enlace de La Zarzuela M-30 M-605 Tramo ampliado (sentido Norte): Nudo El Barrial A-6 - Enlace de La Zarzuela M-30 M-605 | 3,6 3,6    | 3 carriles por sentido: 1996 4 carriles por sentido: 2002    |
| M-40         | Distribuidor Norte (Tramo II) Tramo original: Enlace de La Zarzuela M-30 M-605 - Enlace M-607 Tramo ampliado (sentido Sur): Enlace de La Zarzuela M-30 M-605 - Enlace M-607 Tramo ampliado (sentido Norte): Enlace de La Zarzuela M-30 M-605 - Enlace M-607                     | 7,1 7,1    | 3 carriles por sentido: 1996 4 carriles por sentido: 2002    |
| M-40         | Distribuidor Norte (Tramo III) Tramo: Enlace M-607 - Nudo La Moraleja A-1 Nuevas vías de servicio y enlaces a Las Tablas | 3,4 4,6    | 1994 2007                                                    |

## Historia
En los años 60 ha empezado a planificar el proyecto del Cuarto Cinturón de Madrid, como alternativa del Tercer Cinturón de Madrid (M-30) y no hasta el año 1988, había empezado las primeras obras de los primeros tramos. Se completaron en el cierre Noroeste, con el último tramo entre la A-6 y el enlace de La Zarzuela, en diciembre de 1996. El cierre final, tramos nudo Burgos y tramo El Pardo, tuvo hitos de ingeniería relevantes como el puente de enlaces con 5 alturas diferentes en el superando de la salida hacia Burgos, hecho por el ingeniero Luis F. Rodríguez y que inauguró el ministro Bórrell, que ese día, al lado del hito miriamétrico, resbaló con el barro mojado y cayó al suelo, anécdota inédita. 
Antes del año 2008 ha habido ampliaciones como las nuevas vías de servicio de Las Tablas y Sanchinarro, en el norte de Madrid, y la implantación al cuarto carril del tramo entre la A-6 y M-607.
En 2007 se licitó la ampliación de la vía para el tramo comprendido entre el enlace con la autovía M-11 y el barrio de La Fortuna en una primera fase, y la ampliación entre La Fortuna y el enlace con la autovía A-6 en una segunda fase. Las obras de ampliación y mejora comprenden la apertura de un cuarto carril por sentido, la creación de vías de servicio auxiliares en determinadas zonas del sur de la autovía y la mejora de los enlaces con otras vías. En la actualidad no ha adjudicado este proyecto de la ampliación y se quedaron paralizado hasta que invierta suficiente el presupuesto en un futuro.

## Salidas
| Elemento | Nombre de salida (sentido horario)/Ver de arriba-abajo                                                                                | Número de salida | Nombre de salida (sentido antihorario)/Ver de abajo-arriba                                | Carretera que enlaza | Notas                                      |
| -------- | --- | ---------------- | ----------------------------------------------------------------------------------------- | -------------------- | ------------------------------------------ |
|          | Las Tablas - Burgos - Madrid | 1                |                                                                                           | E-5 A-1 M-30         |                                            |
|          | Sanchinarro - C.Comercial - Aeropuerto - M-50                                                                                         | 2A               |                                                                                           | R-2                  |                                            |
|          | | 1                | Madrid                                                                                    | M-30                 |                                            |
|          | Aeropuerto - Feria de Madrid - Madrid M-30                                                                                            | 2B               |                                                                                           | M-11                 |                                            |
|          | | 2A               | Burgos                                                                                    | E-5 A-1              |                                            |
|          | | 2A               | Burgos                                                                                    | E-5 A-1              |                                            |
|          | | 2B               | Zaragoza - Burgos A-1                                                                     | R-2                  |                                            |
|          | | 3                | M-30 - Madrid - Paseo de la Castellana                                                    | M-11                 |                                            |
|          | Gran Vía de Hortaleza Vía de los Poblados Centro Comercial Feria de Madrid                                                            | 5                | Gran Vía de Hortaleza Vía de los Poblados Centro Comercial Feria de Madrid                |                      |                                            |
|          | calle Silvano Centro Comercial Palacio de Hielo Feria de Madrid                                                                       | 6                | calle Silvano Centro Comercial Palacio de Hielo Feria de Madrid                           |                      |                                            |
|          | avenida 25 de Septiembre Feria de Madrid Centro Comercial                                                                             | 7                | avenida 25 de Septiembre Feria de Madrid Centro Comercial                                 |                      |                                            |
|          | avenida de Logroño | 8                | Aeropuerto T4 R-2 - Zaragoza - A-1 - Burgos                                               | M-12                 |                                            |
|          | avenida Arcentales M-21 Coslada - San Fernando de Henares Centro de Transporte - Puerto Seco M-14 M-30 Aeropuerto E-90 A-2 - Zaragoza | 9                |                                                                                           |                      |                                            |
|          | | 9A               | Aeropuerto E-90 A-2 - Zaragoza M-30 - avenida de América                                  |                      |                                            |
|          | | 9B               | San Fernando de Henares Centro de Transporte - Puerto Seco                                | M-21                 |                                            |
|          | Coslada Avenida de Arcentales | 10               | Coslada avenida de Arcentales                                                             |                      |                                            |
|          | carretera de Vicálvaro - Centro Comercial                                                                                             | 12               |                                                                                           |                      |                                            |
|          | calle de O'Donnell - Valencia | 13               | calle de O'Donnell - Valencia                                                             | M-23 R-3             |                                            |
|          | | 14               | Vicálvaro - avenida Dr. García Tapia Centro Comercial                                     |                      |                                            |
|          | avenida del Mediterráneo M-30 | 15A              | avenida del Mediterráneo M-30                                                             | E-901 A-3            |                                            |
|          | Valencia | 15B              | Valencia                                                                                  | E-901 A-3            |                                            |
|          | avenida de la Albufera | 16               | avenida de la Albufera                                                                    |                      |                                            |
|          | Calle Embajadores Vallecas C.T.M. Mercamadrid                                                                                         | 19A              |                                                                                           |                      |                                            |
|          | M-45 M-50 R-4 - Córdoba | 19B              |                                                                                           | M-31                 |                                            |
|          | | 20               | calle de Embajadores Vallecas C.T.M. Mercamadrid                                          |                      |                                            |
|          | Madrid | 21A              | Madrid                                                                                    | M-30                 | Precaución salidas muy peligrosas          |
|          | Córdoba por R-4 - Córdoba | 21B              | Córdoba por R-4 -Córdoba                                                                  | E-5 A-4              | Precaución salidas muy peligrosas          |
|          | San Fermín - Villaverde Bajo - Tanatorio                                                                                              | 22               |                                                                                           |                      |                                            |
|          | | 23               | avenida de Córdoba - Hptal. 12 de Octubre Avenida de Andalucía Centro Comercial Tanatorio |                      |                                            |
|          | avenida Rafaela Ybarra - Villaverde                                                                                                   | 24               |                                                                                           |                      |                                            |
|          | Toledo - M-30 plaza Fernandez Ladreda                                                                                                 | 25               |                                                                                           | A-42                 |                                            |
|          | | 25A              | M-30 pza.de Fdez.Ladreda                                                                  | A-42                 |                                            |
|          | | 25B              | Toledo                                                                                    | A-42                 |                                            |
|          | Leganés M-425 Vía Lusitana Toledo Badajoz Islazul                                                                                     | 27               | Leganés M-425 Vía Lusitana Toledo Badajoz Islazul                                         | R-5                  |                                            |
|          | Leganés M-421 avenida de Carabanchel Alto                                                                                             | 28               |                                                                                           |                      |                                            |
|          | | 28A              | Leganés M-421 avda .de Carabanchel Alto                                                   |                      |                                            |
|          | | 28B              | R-5 Toledo Badajoz A-42 Toledo                                                            | M-45                 | Precaución. Incorporación de dicha autovía |
|          | Barrio de la Fortuna - Carabanchel Aeropuerto Centro Comercial                                                                        | 30               | Barrio de la Fortuna - Carabanchel - Aeropuerto Centro Comercial                          |                      |                                            |
|          | Alcorcón Badajoz Madrid Centro | 31               | Alcorcón Badajoz Madrid Centro                                                            | E-90 A-5             |                                            |
|          | | 31               | Alcorcón Badajoz                                                                          | E-90 A-5             |                                            |
|          | Boadilla del Monte - Madrid - Ciudad de la Imagen - Vía de Servicio - Hospital Quiron                                                 | 36               | Boadilla del Monte - Madrid - Ciudad de la Imagen - Vía de Servicio - Hospital Quiron     | M-501 M-511          |                                            |
|          | Boadilla del Monte - Pozuelo de Alarcón - Majadahonda A-6 La Coruña                                                                   | 40               |                                                                                           | M-513 M-503          |                                            |
|          | | 41               | Boadilla del Monte - Pozuelo de Alarcón - Majadahonda A-6 La Coruña                       | M-513 M-503          |                                            |
|          | Pozuelo de Alarcón - Centro Comercial                                                                                                 | 45               | Pozuelo de Alarcón - Centro Comercial                                                     |                      |                                            |
|          | Madrid La Coruña | 46               | Madrid La Coruña                                                                          | A-6                  |                                            |
|          | Túnel del Pardo 1 km |                  | Túnel del Pardo 146 m                                                                     |                      |                                            |
|          | |                  | Túnel del Pardo 158 m                                                                     |                      |                                            |
|          | Túnel del Pardo 200 m |                  | Túnel del Pardo 200 m                                                                     |                      |                                            |
|          | avenida de la Ilustración - Puerta de Hierro                                                                                          | 51               | avenida de la Ilustración Puerta de Hierro                                                | M-30                 |                                            |
|          | Túnel del Pardo 760 m |                  | Túnel del Pardo 760 m                                                                     |                      |                                            |
|          | Cambio de sentido | 53               |                                                                                           |                      |                                            |
|          | avenida Ventisquero de la Condesa | 54               | avenida Ventisquero de la Condesa                                                         |                      |                                            |
|          | Colmenar Viejo - Tres Cantos M-30 paseo de la Castellana                                                                              | 57               | Colmenar Viejo - Tres Cantos M-30 paseo de la Castellana                                  | M-607                |                                            |